# Liste des comtes de Blois
Pour les articles homonymes, voir Blois (homonymie).
Au Moyen Âge, les comtes de Blois figuraient parmi les plus puissants vassaux du roi de France.
Ce titre de noblesse semble avoir été d’abord créé en l’an 832 par l’empereur Louis le Pieux pour Guillaume le Connétable, le fils cadet du comte Adrien d’Orléans, mais le comté correspondant fut rapidement réuni au domaine des Robertiens jusqu’à la fin du siècle, avant d’être administré par des vicomtes.
De son intégration au détroit juridique comtal de Thibaud le Tricheur à son incorporation au duché d’Orléans en 1397, le domaine n'a été dirigé que par des descendants de ce cernier comte. Ils forment la maison de Blois, dont les membres sont aussi appelés « Thibaldiens » et qui finiront par ailleurs liés à un grand nombre d’autres familles de la noblesse européenne.
En 1397, le titre fut cédé par le comte Guy II au fils cadet du roi Charles V, le duc Louis Ier d’Orléans, qui en fera sa résidence officielle. Le dernier comte héréditaire de Blois fut son arrière-arrière-petit-fils, Henri de Valois, qui intégra le comté au domaine royal lorsqu’il fut couronné Roi de France en 1547 sous le nom de Henri II. Néanmoins, son grand-père le comte Louis II reste le premier comte de Blois à avoir reçu la couronne de France, en l’occurrence sous le nom de Louis XII en 1498.
Le titre réapparut en 1626 lorsque le duc Gaston d’Orléans se vit offrir un Blésois indépendant de l’Orléanais, mais le roi Louis XIV refusa cette faveur à son frère Philippe lorsqu’il reçut le duché en apanage en 1660, actant ainsi la disparition définitive du comté de Blois au profit d’Orléans.

## Comté de Blois sous l’ascension des Robertiens (832-v.940)
Il est possible – mais pas certain – que le titre de comte de Blois ait été attribué avant l’an 832, et que sa transmission n’ait pas été héréditaire à ses débuts.
| Portrait | Nom                                                      | Période   | Autres titres                                                                                                   | Notes |
| -------- | -------------------------------------------------------- | --------- | --- | --- |
|          | Guillaume d’Orléans, dit Guillaume le Connétable († 834) | 832 – 834 | Comte de Chartres Comte de Châteaudun                                                                           | Fils du comte Adrien d’Orléans, il fut investi du titre de premier comte de Blois par Louis le Pieux,. Il aurait été le vassal de son père. En 834, il s’allie avec le roi Pépin Ier d’Aquitaine pour que celui-ci récupère son royaume, offert à son demi-frère Charles II. La mission est réussie mais Guillaume meurt avec son frère Eudes. |
|          | Eudes d'Orléans († 865)                                  | 834 – 865 | Comte de Chartres Comte de Châteaudun                                                                           | Fils du précédent. |
|          | Robert le Fort (vers 815 - septembre 866)                | 865 – 866 | Marquis de Neustrie Comte d’Orléans Comte de Tours Comte d’Anjou Comte d’Auxerre Comte de Nevers                | Fils supposé de Robert III et de Waldrade, dernière fille du comte Adrien, qui aurait hérité du comté en dot à la suite de la mort de ses deux frères et de son époux dans la guerre contre Charles II. Il hérita du comté d’Orléans vers 860 à la suite de la déchéance du comte Guillaume d’Orléans, oncle du précédent,.                    |
|          | Hugues l’Abbé († 886)                                    | 866 – 886 | Marquis de Neustrie Comte de Paris Comte d’Orléans Comte de Tours Comte d’Anjou Comte d’Auxerre Comte de Nevers | Fils de Conrad Ier de Bourgogne et d’Adélaïde de Tours, il fut l’ennemi juré de Robert le Fort avant sa mort, mais il en hérita les possessions, puis éleva les 2 fils orphelins de Robert, Eudes et Robert Ier. |
|          | Eudes de France († 898)                                  | 886 – 888 | Roi des Francs Marquis de Neustrie Comte de Paris Comte d’Orléans Comte de Tours Comte d’Anjou                  | Fils aîné de Robert le Fort, élu roi des Francs en 888, il décide de transmettre ses autres titres à son frère Robert. |
|          | Robert Ier de France († 923)                             | 888 – 923 | Roi des Francs Marquis de Neustrie Comte de Paris Comte d’Orléans Comte de Tours                                | Frère cadet du précédent, élu roi à la mort de ce dernier en 898, il décide de déléguer progressivement la gestion du de la Touraine, de l’Anjou et du Blésois à des vicomtes,. |
|          | Hugues le Grand (vers 898 – † 956)                       | 923 – 940 | Duc des Francs Marquis de Neustrie Comte de Paris Comte d’Orléans                                               | Fils du précédent. Après avoir été investi duc des Francs en 936, il déléga la fonction comtale dans certaines parties de son domaine (Angers, Paris). Ainsi la vicomté de Blois que détenait son vassal Thibaud l'Ancien, sera érigé en comté à sa mort en 940 pour son fils Thibaud Ier de Blois.                                            |

## Comté de Blois à l'ère féodale

### Maison de Blois (940-1230)
| Portrait | Nom | Période     | Autres titres | Notes |
| -------- | --- | ----------- | --- | --- |
|          | Thibaud Ier de Blois, dit Thibaud le Tricheur (vers 910 – † 977)                                         | 940 – 977   | Comte de Tours Comte de Chartres Comte de Châteaudun Seigneur de Provins Seigneur de Chinon Seigneur de Saumur                                          | Fils de Thibaud l'Ancien, vicomte de Tours et de Blois, et de Richilde. Proche du robertien Hugues le Grand, celui-ci lui permit d'accéder à la dignité comtale avec en particulier Blois et Chartres. Il épousa Liutgarde de Vermandois. |
|          | Eudes Ier de Blois, dit Eudes le Rousselet (vers 950 – † 996)                                            | 977 – 996   | Comte de Tours Comte de Chartres Comte de Châteaudun Comte de Provins Comte de Reims Comte de Beauvais Comte de Dreux                                   | Fils cadet de Thibaud Ier, il prit la succession du comté après la mort prématurée de son frère ainé Thibaud en Normandie. Il s’attaqua à Bouchard Ier de Vendôme, allié de Hugues Capet, et prend Melun. Il finit par monnayer son ralliement avec Hugues contre la cession par ce dernier du comté de Dreux. Il se maria à la carolingienne Berthe de Bourgogne. |
|          | Thibaud II de Blois (vers 983 – 11 juillet 1004)                                                         | 996 – 1004  | Comte de Tours Comte de Chartres Comte de Châteaudun Comte de Provins Comte de Reims Comte de Beauvais                                                  | Fils ainé d’Eudes Ier, à qui il succéda sous la régence de sa mère, Berthe, remariée au roi des Francs Robert II qui reprit Tours, capturée par Foulques III d’Anjou. Thibaud mourut d’épuisement en revenant de Rome en 1004, à 19 ans. |
|          | Eudes II de Blois, dit Eudes le Champenois (vers 985 – 15 novembre 1037)                                 | 996 – 1037  | Comte de Tours Comte de Chartres Comte de Châteaudun Comte de Provins Comte de Reims Comte de Beauvais Comte de Sancerre Comte de Meaux Comte de Troyes | Frère cadet de Thibaud II, avec qui il co-reigna avant de lui succéder. Il entra en guerre contre tous ses voisins, refusa de rendre la dot de mariage (la moitié de Dreux) à Richard de Normandie. Il poursuivit la guerre contre Foulques III, qu’il conquit finalement, mais Eudes fut à son tour vaincu à Pontlevoy par Herbert Ier du Maine. Il hérita des comtés de Troyes et de Meaux de son cousin et forme l’ensemble bléso-champenois pour la première fois. Également fils de Berthe de Bourgogne, il revendiqua le royaume des Deux-Bourgognes à partir de 1032, mais fut défait près de Bar-le-Duc 5 ans plus tard. |
|          | Thibaut III de Blois, ou Thibaud Ier de Champagne (vers 1019 – † septembre 1089)                         | 1037 – 1089 | Comte de Tours Comte de Chartres Comte de Châteaudun Comte de Provins Comte de Sancerre Comte de Meaux Comte de Troyes Seigneur de Château-Thierry      | Fils ainé d’Eudes II, il hérita du domaine ligérien, mais refusa de reconnaître et de faire hommage au roi capétien Henri Ier. Ce-dernier lui « retira » définitivement le comté de Tours qu’il donne à son allié Geoffroy Martel, après la bataille de Nouy. Il reconstitua le domaine bléso-champenois de son père en se débarrassant de son neveu Eudes III, et établit la Champagne en tant que comté. Il se maria avec une fille de l’ennemi de son père : Gersende du Maine. |
|          | Étienne-Henri ou Étienne II de Blois (vers 1045 – † 1102)                                                | 1089 – 1102 | Comte de Chartres Comte de Châteaudun Comte de Provins Comte de Sancerre Comte de Meaux Comte de Reims                                                  | Fils ainé de Thibaud III et de Gersende, il épouse Adèle de Normandie, fille de Guillaume le Conquérant. Sous l’influence de sa femme, il fut l’un des premiers seigneurs à répondre à l’appel du pape Urbain II pour la Première Croisade. Avec d’autres barons, il se disgracie en quittant le siège d’Antioche, mais trouva une mort plus honorable à la bataille de Ramla. |
|          | Thibaud IV de Blois, ou Thibaud II de Champagne, dit Thibaud le Grand (vers 1090/1095 – 10 janvier 1152) | 1102 – 1152 | Comte de Chartres Comte de Châteaudun Comte de Troyes Comte de Champagne Seigneur de Sancerre                                                           | Fils puiné d’Étienne II et d’Adèle, il gouverna sous la régence de sa mère puis seul. Il dut faire face à des attaques de son vassal Hugues III du Puiset. Il hérita de la Champagne de son oncle Hugues Ier parti en Terre sainte. Il est pressenti par les barons normands pour devenir roi d’Angleterre, ces-derniers l’appelant à devenir leur duc, mais c’est finalement son frère Étienne qui fut sacré roi en 1135,. Il fait de la Champagne un État puissant au sein du royaume, notamment en popularisant les célèbres foires de Champagne.                                                                             |
|          | Thibaut V de Blois, dit Thibaut le Bon ou le Père des Pauvres (1130 – 1191)                              | 1152 – 1191 | Comte de Chartres Comte de Châteaudun | Il hérita du comté de Blois de son père, le comte Thibaut IV. Il tenta de conquérir Vendôme et participa à la révolte d’Henri le Jeune pour récupérer Tours. Il épousa Alix de France, fille de Louis VII. Il s’engagea dans la Troisième croisade avec son neveu Henri II de Champagne, mais se fait tuer lors du siège de Saint-Jean-d’Acre en 1191. |
|          | Louis de Blois (1171 – 14 avril 1205)                                                                    | 1191 – 1205 | Comte de Chartres Comte de Châteaudun Duc de Nicée | Fils puiné de Thibaut V, dont il hérita du comté de Blois. Il épousa Catherine de Clermont, héritière du comté de Clermont-en-Beauvaisis. Il partit en Orient dans le cadre de la Quatrième croisade lors de laquelle il fut investi duc de Nicée en 1204. Il fut tué à la bataille d’Andrinople, le 14 avril 1205. |
|          | Thibaut VI de Blois, dit Thibaut le Jeune (1190 – 1218)                                                  | 1205 – 1218 | Comte de Chartres Comte de Châteaudun Comte de Clermont                                                                                                 | Unique fils de Louis, il hérita du comté de Blois et de Clermont par sa mère. Contracta la lèpre en Espagne pendant la Croisade contre les Albigeois, et mourut reclus en 1218 sans descendance. Les comtés de Blois, Chartres et Châteaudun furent partagés entre ses tantes Marguerite et Élisabeth. |
|          | Marguerite de Blois (1170 – juillet 1230)                                                                | 1218 – 1230 | Comtesse de Châteaudun | Fille du comte Thibaut V et de la princesse Alix, elle hérita du comté de Blois et du Dunois à la mort de son neveu Thibaut VI. Mariée au seigneur Gautier II d’Avesnes, elle transmit le comté traditionnel des Thibaldiens à ses descendants. |

### Maison d’Avesnes (1230-1241)
| Portrait | Nom                                  | Période     | Autres titres                                                      | Notes |
| -------- | ------------------------------------ | ----------- | ------------------------------------------------------------------ | --- |
|          | Marie d’Avesnes (vers 1200 – † 1241) | 1230 – 1241 | Comtesse de Châteaudun Dame d’Avesnes Dame de Bohain Dame de Guise | Fille de Marguerite et de Gautier II d’Avesnes, elle hérita de l’intégralité des domaines de ses parents et devint ainsi comtesse de Blois et de Châteaudun, dame d’Avesnes, de Bohain et de Guise. |

### Maison de Blois-Châtillon (1241-1397)
| Portrait | Nom                                                     | Période     | Autres titres                                                              | Notes |
| -------- | ------------------------------------------------------- | ----------- | -------------------------------------------------------------------------- | --- |
|          | Jean Ier de Blois-Châtillon († 1279)                    | 1241 – 1279 | Comte de Chartres Comte de Châteaudun Seigneur d’Avesnes Seigneur de Guise | Fils de Marie d’Avesnes et du comte Hugues Ier de Châtillon, il fut comte de Blois, puis de Dunois et de Chartres, et seigneur d’Avesnes et de Guise. |
|          | Jeanne de Blois-Châtillon (vers 1253 – 29 janvier 1292) | 1279 – 1292 | Comtesse de Chartres Comtesse de Châteaudun Dame de Guise                  | Fille de Jean Ier de Blois-Châtillon et d’Alix de Bretagne, elle vendit le domaine de Chartres à Philippe le Bel, puis mourut sans descendance. Elle légua le comté de Blois à son cousin Hugues. |
|          | Hugues II de Châtillon (9 avril 1258 – † 1307)          | 1292 – 1307 | Comte de Châteaudun                                                        | Petit-fils de Marie d’Avesnes et du comte Hugues Ier de Châtillon par son père Guy III, il renonça au comté de Saint-Pol lorsqu’il reçut le comté de Blois en 1292. |
|          | Guy Ier de Blois-Châtillon (1298 – † 1342)              | 1307 – 1342 | Comte de Châteaudun Seigneur de Fréteval Seigneur de Château-Renault       | Fils d’Hugues II et de Béatrice de Dampierre, il participa aux débuts de la Guerre de Cent Ans, qui éclate en 1337, aux côtés de son beau-frère, le roi Philippe VI de Valois. |
|          | Louis Ier de Blois-Châtillon (1320 – † 1346)            | 1342 – 1346 | Comte de Châteaudun Seigneur de Fréteval                                   | Fils de Guy Ier et de Marguerite de Valois, il hérita du comté de Blois et du Dunois, mais fut tué lors de la bataille de Crécy. |
|          | Louis II de Blois-Châtillon (avant 1340 – † 1372)       | 1346 – 1372 | Comte de Châteaudun Comte de Soissons Seigneur de Fréteval                 | Devenu comte alors qu’il était encore mineur, la régence du domaine est assurée par sa mère Jeanne de Beaumont. Il meurt sans descendance et transmet par testament les comtés de Blois et d’Avesnes à son frère Jean. |
|          | Jean II de Blois-Châtillon (1340 – † 1381)              | 1372 – 1381 | Comte de Châteaudun Comte de Soissons Seigneur de Fréteval                 | Frère du précédent. Meurt sans descendance pendant la guerre de Succession de Gueldre. |
|          | Guy II de Blois-Châtillon (1346 – 22 décembre 1397)     | 1381 – 1397 | Comte de Châteaudun Seigneur de Fréteval                                   | Frère du précédent, né peu après la mort de leur père Louis Ier, il hérite des possessions de Jean II ainsi que toutes celles de la famille, à savoir les comtés de Blois, de Châteaudun, de Soissons et d’Avesnes. En 1360, il fut fait prisonnier des Anglais à la suite du traité de Brétigny, et sa libération lui coûte le Soissonnais. Il épouse sa cousine Marie de Namur en 1374, avec qui il eut un fils, Louis III, qui mourut prématurément en 1391. Guy céda alors ses possessions à Louis Ier d’Orléans aux dépens de ses héritiers (alors que par les femmes, la descendance des Blois-Châtillon est considérable). De 1391 à sa mort, il resta le seigneur usufruitier du comté de Blois. |

Le choix de la succession n’est pas hasardeux. En effet, Louis Ier d’Orléans descend directement du couple princier Charles de Valois – Marguerite d’Anjou (de par son ascendance masculine), tout comme Guy II dont ils sont les arrière-grands-parents (de par sa grand-mère Marguerite de Valois), qui descendent eux-mêmes du comte Thibaud IV.
Par conséquent, le titre de comte de Blois a en fait été exclusivement porté par des descendants de Thibaud l’Ancien.

### Maison d’Orléans

#### Première création (1397-1547)
La cession du comté au duché d’Orléanais n’entraîne pas immédiatement son intégration au sein du domaine royal. Les ducs endossent donc également le titre de comte, jusqu’à l’avènement du roi Henri II en 1547.
| Portrait | Nom                                                                                                   | Période     | Autres titres                                                                                     | Notes |
| -------- | --- | ----------- | ------------------------------------------------------------------------------------------------- | --- |
|          | Louis Ier d’Orléans (13 mars 1372 – 23 novembre 1407)                                                 | 1397 – 1407 | Duc d’Orléans Duc de Touraine Comte de Valois Comte de Soissons Comte d’Angoulême Comte de Vertus | Second fils du roi de France Charles V, des Valois, il reçoit l’Orléanais en apanage de son frère en 1392, puis le comté de Blois à la mort de Guy II. Chef du parti des Armagnacs, il est assassiné sur ordre du duc de Bourgogne, Jean sans Peur.                                                                                               |
|          | Charles Ier d’Orléans (24 novembre 1394 – 5 janvier 1465)                                             | 1407 – 1415 | Duc d’Orléans Comte de Valois Comte de Soissons                                                   | Fils du précédent. Après la bataille d’Azincourt en 1415, il est fait prisonnier en Angleterre jusqu’en 1439. |
|          | Jean de Dunois (février 1403 – 24 novembre 1468)                                                      | 1415 – 1439 |                                                                                                   | Demi-frère du précédent, régent en son absence. |
|          | Charles Ier d’Orléans (24 novembre 1394 – 5 janvier 1465)                                             | 1439 – 1465 | Duc d’Orléans Comte de Valois Comte de Soissons                                                   | À son retour, il épouse Marie de Clèves, s’installe à Blois, puis à Tours pour négocier la trêve qui mettra finalement un terme en 1444 à la Guerre de Cent Ans. |
|          | Louis II d’Orléans, puis Louis XII de France, dit le Père du Peuple (27 juin 1462 – 1er janvier 1515) | 1465 – 1514 | Duc d’Orléans Comte de Valois Roi de France (après 1498) Duc de Milan (de 1499 à 1512)            | Fils du précédent, né au château de Blois. Il succède au roi Charles VIII mort à Amboise en 1498, sous le nom de Louis XII : le duché d’Orléans fait retour à la Couronne, et le nouveau roi installe sa cour à Blois. Après le décès d’Anne de Bretagne, il finit par céder ses droits directs sur le comté à sa fille aînée, Claude de France,. |
|          | Claude de France (13 octobre 1499 – 20 juillet 1524)                                                  | 1514 – 1524 | Duchesse de Bretagne Reine de France (après 1515)                                                 | Fille du précédent et épouse de François Ier, elle était très peu intéressée par la politique. |
|          | Henri de Valois, puis Henri II de France (31 mars 1519 – 10 juillet 1559)                             | 1524 – 1547 | Duc d’Orléans Duc de Bretagne (de 1536 à 1547) Roi de France (après 1547)                         | Nommé duc d’Orléans à la naissance, il hérite du comté de Blois à la mort de sa mère, la reine Claude. Comme sa mère et son frère aîné, il a été élevé au château de Blois. Lorsqu’il est couronné en 1547, le comté de Blois ainsi que le duché de Bretagne sont intégrés aux domaine de la Couronne.                                            |

#### Seconde création (1626-1660)
Le 6 août 1626, à Nantes, après une conspiration manquée, Gaston accepte à regret d’épouser la richissime Marie de Bourbon, duchesse de Montpensier que lui impose Richelieu. Il reçoit alors en apanage les duchés d’Orléans et de Chartres, augmentés du comté de Blois.
| Portrait | Nom                                                                      | Période     | Autres titres | Notes |
| -------- | ------------------------------------------------------------------------ | ----------- | --- | --- |
|          | Gaston de France puis Gaston d’Orléans, (24 avril 1608 – 2 février 1660) | 1626 – 1660 | Fils de France, duc d'Orléans, duc de Chartres, duc de Valois, duc d'Anjou, duc d'Alençon, baron d'Amboise, comte de Montlhéry, comte de Limours, seigneur de Montargis | Fils de Henri IV, Gaston est apanagé — entre autres — du comté de Blois. En 1626, il épouse Marie de Bourbon-Montpensier puis, en secondes noces, Marguerite de Lorraine. |

À la mort de Gaston de France, son apanage orléanais revient à la Couronne. Louis XIV décide alors de le donner à son frère cadet, Philippe, à l’exception notoire de Blois (et donc indirectement le château de Chambord) et du Languedoc. Le comté est définitivement rattaché au domaine royal.

## Pour approfondir